# Maria Francesca Bentivoglio
Maria Francesca Bentivoglio, née le 27 janvier 1977 à Faenza en Italie, est une joueuse de tennis italienne, professionnelle.

## Carrière
Jeune joueuse prometteuse, Francesca Bentivoglio remporte notamment l'Orange Bowl de sa catégorie junior en 1991.
En mai 1993, alors qu'elle est classée 329e mondiale et qu'elle continue aussi à jouer en junior, elle atteint les quarts de finale de l'Open d'Italie après être sortie des qualifications et avoir battu la tête de série no 7 Jana Novotná (7-5, 7-65) puis la no 15 Natasha Zvereva (7-5, 5-7, 6-4), alors classées respectivement 9e et 22e à la WTA. Elle est finalement battue par la no 5, Gabriela Sabatini (6-1, 6-1). Malgré cette défaite en quart de finale, elle reste l'une des Italiennes ayant le plus marqué l'histoire du tournoi romain.
Cette même année, elle fait ses débuts en juillet dans l'équipe italienne au deuxième tour de la Coupe de la Fédération contre la République tchèque, où elle s'incline contre Helena Suková dans ce qui restera finalement son seul match dans cette compétition. Elle est alors l'une des plus jeunes sélectionnées de l'histoire de l'équipe d'Italie,.
En junior, elle remporte le simple filles de l'US Open de tennis 1993,, face à la Japonaise Yuka Yoshida.
Elle se retire prématurément de toute compétition dès 1994 après sa défaite contre Mary Pierce au deuxième tour des Internationaux de France, notamment incitée par ses parents à poursuivre son cursus scolaire et étudier à l'université. Diplômée en économie, elle travaille par la suite dans la finance, mais finit par revenir au tennis vers les années 2010, enseignant dans un club à Ravenne. 
Son potentiel a marqué certains observateurs de son époque, tels que Nick Bollettieri, laissant entière les interrogations sur la carrière qu'elle aurait pu avoir au plus haut niveau mondial.

## Parcours dans les tournois du Grand Chelem

### En simple
| Année | Open d'Australie | Open d'Australie | Internationaux de France | Internationaux de France | Wimbledon | Wimbledon | US Open         | US Open          |
| ----- | ---------------- | ---------------- | ------------------------ | ------------------------ | --------- | --------- | --------------- | ---------------- |
| 1993  | —                | —                | —                        | —                        | —         | —         | 1er tour (1/64) | Dominique Monami |
| 1994  | —                | —                | 2e tour (1/32)           | Mary Pierce              | —         | —         | —               | —                |

N.B. : sous le résultat se trouve le nom de l’ultime adversaire.

## Victoire sur le top 10
Toutes ses victoires sur des joueuses classées dans le top 10 de la WTA lors de la rencontre.
| Légende |
| Tier I  |

|   | Bentivoglio | Tournoi | Année | Surface      |  | Adversaire   | Rang | Tour | Score     | Tableau |
| - | ----------- | ------- | ----- | ------------ |  | ------------ | ---- | ---- | --------- | ------- |
| 1 | no 329      | Rome    | 1993  | Terre battue |  | Jana Novotná | no 9 | 1/32 | 7-5, 7-65 | Tableau |